# Fred Warner
Federico Anthony "Fred" Warner, född 19 november 1996, är en linebacker för San Francisco 49ers i National Football League (NFL). Han spelade universitetsfotboll vid Brigham Young University och draftades av San Francisco i den tredje rundan av 2018 års NFL-draft.